# Puchar Ameryki Północnej w narciarstwie alpejskim 2014/2015
Sezon 2014/2015 Pucharu Ameryki Północnej w narciarstwie alpejskim rozpoczął się rywalizacją mężczyzn i kobiet 1 grudnia 2014 roku. Tegoroczna edycja Pucharu rozpoczęła się w Aspen dla mężczyzn oraz w Copper Mountain dla kobiet. Ostatnie zawody z tego cyklu zostały rozegrane dla mężczyzn 23 marca 2015 roku w Waterville Valley, natomiast kobiety zakończyły rywalizację również 23 marca 2015 roku w amerykańskim Burke Mountain. Odbyły się 24 starty dla kobiet i 23 dla mężczyzn.

## Puchar Ameryki Północnej w narciarstwie alpejskim kobiet
Wśród kobiet pucharu Ameryki Północnej z sezonu 2013/2014 broniła Kanadyjka Madison Irwin. Tym razem najlepsza okazała się Kanadyjka Candace Crawford.
W poszczególnych klasyfikacjach tryumfowały:
- zjazd:  Julia Ford
- slalom:  Candace Crawford
- gigant:  Candace Crawford
- supergigant:  Abby Ghent
- superkombinacja:  Candace Crawford

## Puchar Ameryki Północnej w narciarstwie alpejskim mężczyzn
Wśród mężczyzn pucharu Ameryki Północnej z sezonu 2013/2014 bronił Amerykanin Ryan Cochran-Siegle. Tym razem najlepszy okazał się Amerykanin Michael Ankeny.
W poszczególnych klasyfikacjach tryumfowali:
- zjazd:  Tyler Werry
- slalom:  Michael Ankeny
- gigant:  Gino Caviezel
- supergigant:  Jeffrey Frisch i  Broderick Thompson
- superkombinacja:  Erik Arvidsson